# Carisap Tennis Cup 2011
Il Carisap Tennis Cup 2011 è stato un torneo professionistico di tennis maschile giocato sulla terra rossa. È stata la 7ª edizione del torneo, che fa parte dell'ATP Challenger Tour nell'ambito dell'ATP Challenger Tour 2011. Si è giocato a San Benedetto del Tronto in Italia dal 4 al 10 luglio 2011.

## Partecipanti

### Teste di serie
| Nazionalità | Giocatore        | Ranking* | Testa di serie |
| ----------- | ---------------- | -------- | -------------- |
| Argentina   | Carlos Berlocq   | 70       | 1              |
| Spagna      | Pere Riba        | 71       | 2              |
| Italia      | Filippo Volandri | 81       | 3              |
| Argentina   | Máximo González  | 86       | 4              |
| Argentina   | Diego Junqueira  | 108      | 5              |
| Francia     | Benoît Paire     | 115      | 6              |
| Italia      | Paolo Lorenzi    | 118      | 7              |
| Italia      | Alessio di Mauro | 161      | 8              |

* Ranking al 20 giugno 2011.

### Altri partecipanti
Giocatori che hanno ricevuto una wild card:
- Steven Diez
- Daniele Giorgini
- Stefano Travaglia
- Filippo Volandri

Giocatori entrati nel tabellone principale come special exempt:
- Alessandro Giannessi

Giocatori che sono passati dalle qualificazioni:
- Nikolaus Moser
- Max Raditschnigg
- Janez Semrajč
- Matteo Trevisan

## Campioni

### Singolare
Adrian Ungur ha battuto in finale  Stefano Galvani con il punteggio di 7–5, 6–2

### Doppio
Alessio di Mauro /  Alessandro Motti hanno battuto in finale  Daniele Giorgini /  Stefano Travaglia con il punteggio di 7–6(5), 4–6, [10–7]